# آزادراه‌های توکیو

نقشهٔ آزادراه‌های توکیو.

آزادراه‌های توکیو (به ژاپنی: 首都高速道路 Shuto Kōsoku Dōro) (به انگلیسی: Metropolitan Expressway) به آزادراههایی گفته می‌شود که در محدودهٔ توکیو، استان چیبا، استان سایتاما و استان کاناگاوا قرار دارند و تحت نظارت و نگهداری شرکت سهامی آزادراه‌های شوتو (به ژاپنی: 首都高速道路株式会社, Shuto Kōsoku Dōro Kabushiki-gaisha) قرار دارند. طول این آزادراه‌ها ۳۲۲٫۵ کیلومتر است.

## آزادراه‌های داخل توکیو
- آزادراه کمربندی توشین
- آزادراه کمربندی چوئو
- آزادراه یائسو
- آزادراه بایشوره
- آزادراه شماره ۱ اوئنو
- آزادراه شماره ۱ هانه‌دا
- آزادراه شماره ۲ مه‌گورو
- آزادراه شماره ۳ شیبویا
- آزادراه شماره ۴ شینجوکو
- آزادراه شماره ۵ ایکه‌بوکورو
- آزادراه شماره ۶ موکوجیما
- آزادراه شماره ۶ میساتو
- آزادراه شماره ۷ کوماتسوگاوا
- آزادراه شماره ۹ فوکاگاوا
- آزادراه شماره ۱۰ هارومی
- آزادراه شماره ۱۱ دائیبا
- آزادراه کاواگوچی

## آزادراه‌های کاناگاوا
- آزادراه یوکوهانه
- آزادراه میتسوسوساوا
- آزادراه کاریبا
- آزادراه دائیکوکو
- آزادراه کاواساکی
- آزادراه بایشور

## بزرگراه‌های سایتاما
- آزادراه سایتاما شینتوشین
- آزادراه اومیا

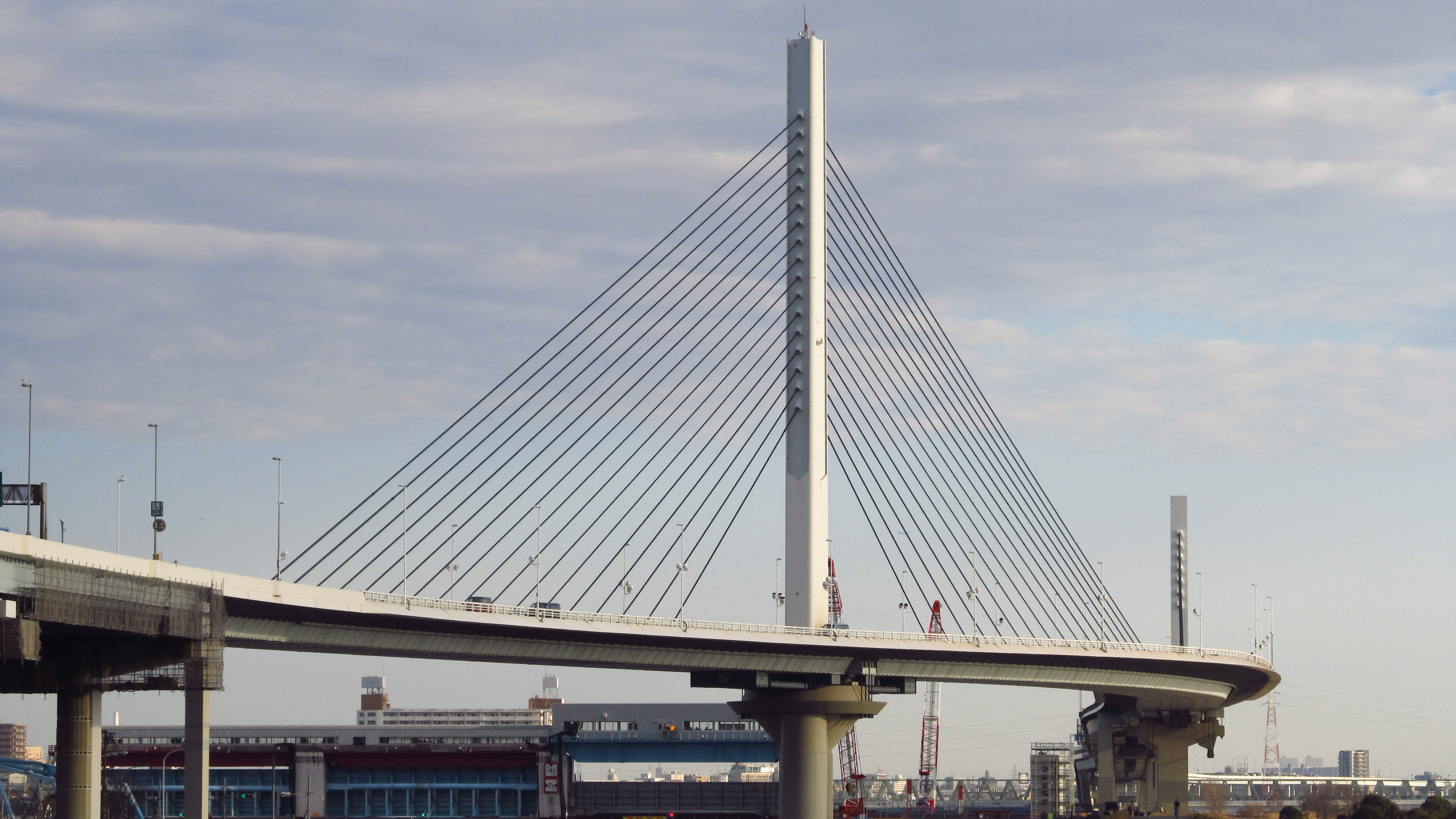
پل کاتسوشیکاهارپ قسمتی از آزادراه کمربندی مرکزی در منطقهٔ کاتسوشیکا
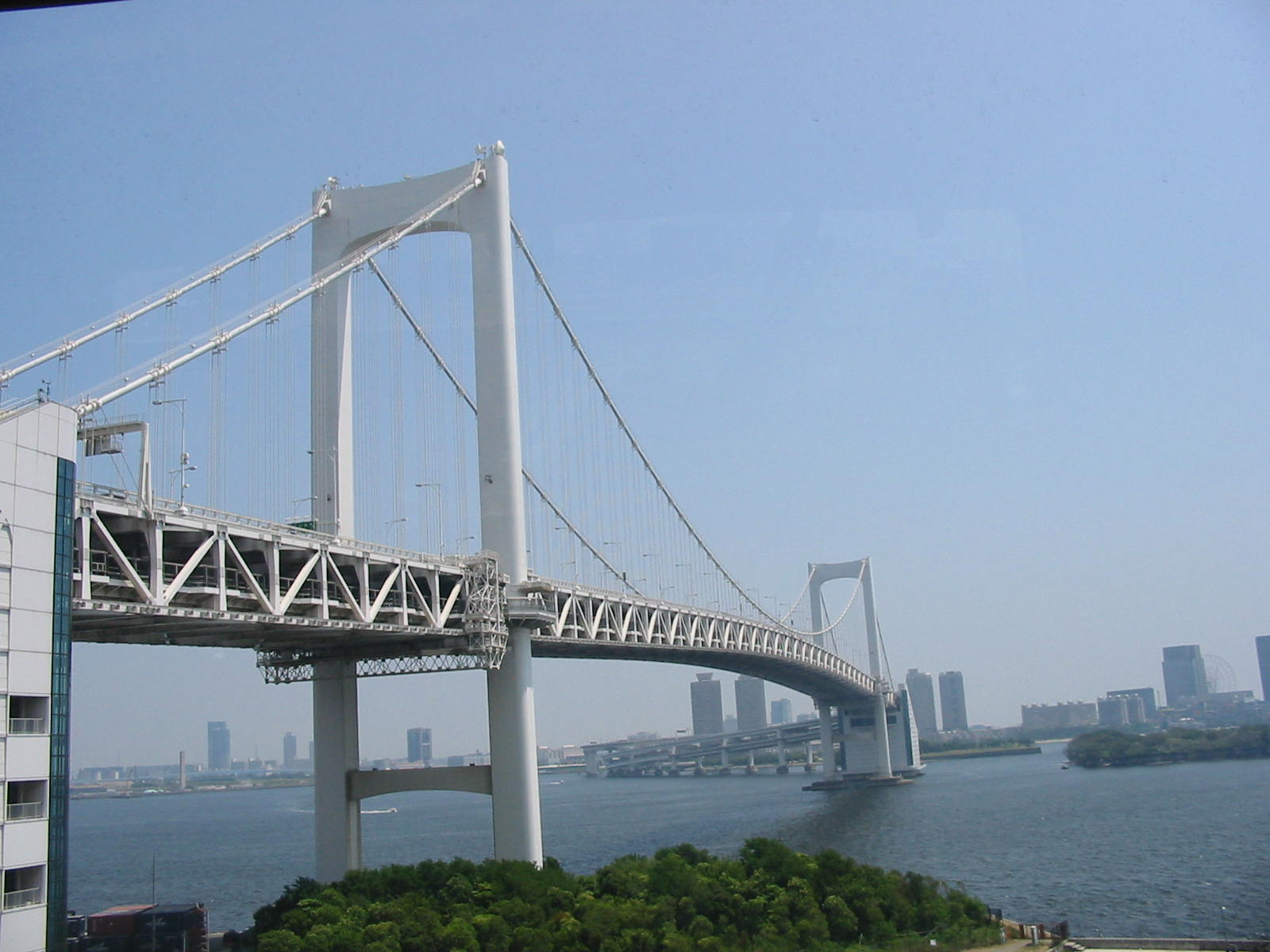
پل رنگین کمان واقع در اودایبا، در منطقهٔ میناتو